# Филиппово (Никольский район)
Филиппово — деревня в Никольском районе Вологодской области. Входит в состав сельского поселения «Никольское».
Расстояние по автодороге до районного центра Никольска — 20 км, до центра муниципального образования Теребаево — 1 км. Ближайшие населённые пункты — Мякишево, Кузнецово, Гужово.

## Население
| 2010 |
| ---- |
| 20   |

По переписи 2002 года население — 30 человек (12 мужчин, 18 женщин). Всё население — русские.

## История
Согласно закону Вологодской области от 06.12.2004 № 1119-ОЗ «Об установлении границ Никольского муниципального района, границах и статусе муниципальных образований, входящих в его состав» деревня входила в состав Теребаевского сельского поселения, после его упразднения в 2015 году — в составе сельского поселения «Никольское».